# Рікард Вестлінґ
Пер Рікард Вестлінґ (швед. Per Rikard (Richard) Westling; 14 листопада 1868 — 19 грудня 1942) — шведський ботанік, фармацевт, міколог-мікробіолог.

## Біографія
Народився 14 листопада 1868 року в місцевості Сьодерокра на півдні лену Кальмар. Закінчив школу у Скарі в 1888 році, в 1892 році став кандидатом фармації, в 1897 році отримав диплом фармацевта.
З 1895 року — в Стокгольмському фармацевтичному інституті на посаді переписувача, з 1902 по 1918 рік викладав фармацію. У 1907 році отримав ступінь кандидата філософії, в 1911 році захистив дисертацію доктора за темою «Про зелені види роду Penicillium», в якій описав цілу низку нових видів.
Вестлінґ займався дослідженням антибіотичної активності та систематики пеніциллів, визначив штам Олександра Флемінга як Penicillium notatum.
З 1918 року викладав у Стокгольмі у званні професора ботаніки та фармакогнозії. З 1912 року працював у редакції Стокгольмського фармацевтичного журналу.
У 1933 році в Стокгольмі був підготовлений ювілейний збірник, присвячений Рікарду Вестлінґу.
Помер 19 грудня 1942 року.

## Деякі публікації
- Westling R. Über die grünen Spezies der Gattung Penicillium :  [нім.]. — Arkiv før Botanik. — 1911. — Bd. 11 (1). — С. 1—156.
- Westling R. Lärobok i Farmakognosi :  [швед.]. — Uppsala, Stockholm, 1927. — 364 с.

## Види грибів, названі іменем Р. Вестлінґа
- Penicillium westlingii